# Angelababy
Анджелабейбі (англ. Angelababy, кит.: 楊穎 (藝人), *28 лютого 1989) — гонконзька модель, акторка, співачка та підприємиця. Справжнє ім'я — Янг Єнг.

## Життєпис
Янг Єнг народилася в Шанхаї. Мати її батька була німкенею. 28 лютого 1989 року переїхала до Гонконгу у 13-тирічному віці. Вільно розмовляє кантонським діалектом мандаринської мови та володіє основами англійської мови.
Хоча її англійське ім'я Анджела, у початкових і середніх класах середньої школи її називали крихіткою. Коли вона почала працювати моделлю, вона об'єднала ці два ім'я і вийшло Анджела-крихітка (англ. Angelababy). Вона закінчила Нотр-Дам коледж у Гонконзі.
Батько Янг Єнг працював у модельному бізнесі у Шанхаї, тому вона зацікавилася модою ще в дитинстві. У 14 років вона стала моделлю Style International Management.
У липні 2010 року почала зніматися у японському серіалі «Твітова любовна історія» (Tweet Love Story). Основою серіалу є вибір телеглядачів, які також використовували Твіттер з геш-тегом #tweetlovestory, та мали можливість вплинути на сюжет серіалу.
У травні 2012 року вона підписала контракт з Avex Group та почала працювати в Японії.
У 2014 році вона стала моделлю реклами магазину Hotel Shilla, який є дочірньою компанією Samsung Group у Сеулі, Південна Корея.
У 2015 році, брала участь у рекламі телефонів MeiTu у Китаї.

## Фільмографія
- 2012 «Учень майстра» (TTai Chi 0)
- 2012 «Герой 3D» (Tai Chi Hero)
- 2015 «Хітмен: Агент 47» (Hitman: Agent 47) — Діана Бернвуд